# Seznam slovaških smučarskih skakalcev
Seznam slovaških smučarskih skakalcev

## K
- Hektor Kapustík

## M
- Martin Mesík
- Tamara Mesíková

## Š
- Martin Švagerko

## S
- Peter Stano

## Z
- Tomáš Zmoray